# Aliabad-e Katul
Aliabad-e Katul (pers. علی آباد كتول) – miasto w północnym Iranie, w ostanie Golestan, u podnóża gór Elburs.
W 2011 miasto liczyło 49 804 mieszkańców; dla porównania, w 2006 było ich 46 183, a w 1996 – 41 397.